# Gregorio García Segura
Gregorio García Segura (Cartagena, 13 de febrer de 1929 - Madrid, 5 de desembre de 2003) va ser un compositor espanyol.

## Biografia
Va cursar la carrera de composició, iniciant els seus estudis en el Conservatori de Cartagena, continuant a Madrid. Va considerar ser pianista però es va acabar decantant per la composició de cançons, cinema, teatre i revista musical.
Amb el seu germà Alfredo García Segura creen nombroses peces signades com a Hermanos García Segura. Des de finals dels anys 1950, ha posat música a gairebé dues-centes pel·lícules espanyoles.
En teatre va treballar assíduament amb la popular Lina Morgan i és autor, entre d'altres, del conegut tema Gracias por venir i li va posar música a revistes tan populars en el seu moment com Pura, metalúrgica (1975), Vaya par de gemelas (1980), Hay que decir sí al amor (1983), El último tranvía (1987) o Celeste no es un color (1991).
Els germans García Segura amb la seva cançó "El Telegrama", interpretada per la cantant xilena Monna Bell, van guanyar el primer premi en la primera edició del Festival Internacional de la Cançó de Benidorm en 1959.

## Filmografia parcial
- Canción de arrabal (1961)
- El turista (1963)
- Las cosas del querer (1989)